# چارلز لزلی ریچاردسون
چارلز لزلی ریچاردسون (انگلیسی: Charles Leslie Richardson؛ ۱۱ اوت ۱۹۰۸ – ۷ فوریه ۱۹۹۴) فرد نظامی اهل بریتانیا بود. وی همچنین برندهٔ جوایزی همچون نشان حمام و نشان امپراتوری بریتانیا شده‌است.